# Benedetto Lomellini
Pour les articles homonymes, voir Lomellini.
Benedetto Lomellini (né en 1517 à Gênes, Italie, alors capitale de la république de Gênes et mort le 24 juillet 1579 à Rome) est un cardinal italien du XVIe siècle. Giovanni Girolamo Lomellini (1652) est de sa famille.

## Biographie
Benedetto Lomellini est notamment avocat, clerc de Gênes, référendaire au tribunal suprême de la Signature apostolique, abbreviator de parco maiori, secrétaire apostolique, clerc de la chambre apostolique et préfet des Annona.
Il est créé cardinal par le pape Pie IV lors du consistoire du 12 mars 1565. Le cardinal Lomellini est nommé évêque de Vintimille en 1565 et transféré à Luni-Sarzana la même année. Il est nommé légat apostolique en Campagne et Maritime en 1571 et transféré à Anagni en 1572.
Le cardinal Lomeneill participe au conclave de 1565-1566 (élection de Pie V) et à celui de 1572 (élection de Grégoire XIII).